# Pseudoanthidium wahrmanicum
Pseudoanthidium wahrmanicum là một loài Hymenoptera trong họ Megachilidae. Loài này được Mavromoustakis mô tả khoa học năm 1953.